# Procura europea
La Procura europea (EPPO) è un'istituzione indipendente dell'Unione europea, operativa dal 1º giugno 2021, secondo le disposizioni del Trattato di Lisbona e come cooperazione rafforzata tra 24 dei 27 membri dell'UE. Ha sede in Lussemburgo, accanto alla Corte di giustizia dell'Unione europea e alla Corte dei conti europea.

## Ruolo e struttura
Il ruolo della Procura europea è quello di indagare e perseguire frodi contro il bilancio dell'UE e altri reati contro gli interessi finanziari dell'UE, comprese frodi riguardanti fondi UE superiori a 10 000 euro e casi di frode sull'IVA transfrontaliera che comportano danni superiori a 10 milioni di euro. In precedenza solo le autorità nazionali potevano indagare e perseguire questi crimini, e non potevano agire oltre i loro confini. Allo stesso modo, l'OLAF, l'Eurojust e l'Europol non avevano la capacità di agire. Un anno dopo la sua fondazione la Commissione presieduta da Jean-Claude Juncker inizia a lavorare per ampliare le competenze della procura in modo che possa indagare anche sui reati di terrorismo.
L'organismo è destinato a essere decentralizzato, basato su procuratori delegati europei situati in ciascuno Stato membro. L'ufficio centrale avrà un procuratore capo europeo supportato da 22 procuratori europei, più personale tecnico e investigativo. La procura europea può richiedere l'arresto di un sospetto, ma questo deve essere confermato dall'autorità nazionale competente.

## Costituzione
La Commissione europea ha proposto un regolamento sull'istituzione della Procura europea il 17 luglio 2013, sulla base del mandato presente nel trattato di Lisbona per istituire tale ufficio. Tuttavia, il 7 febbraio 2017 il Consiglio dell'Unione europea ha concluso che non vi era consenso tra gli Stati membri sulla proposta di regolamento.
Di conseguenza, il 14 febbraio 2017, 17 Stati membri dell'UE (Austria, Belgio, Bulgaria, Croazia, Repubblica ceca, Estonia, Finlandia, Francia, Germania, Grecia, Lettonia, Lituania, Lussemburgo, Romania, Slovacchia, Slovenia e Spagna) hanno chiesto di ridiscutere la proposta al Consiglio europeo per una adozione.
Dopo il mancato accordo raggiunto dal Consiglio europeo il 9 marzo 2017, 16 Stati membri (i precedenti 17 meno l'Austria, l'Estonia e la Lettonia, oltre a Cipro e Portogallo) hanno comunicato al Parlamento europeo, al Consiglio e alla Commissione il 3 aprile 2017 che avrebbero proceduto con l'istituzione della Procura europea mediante l'uso di una cooperazione rafforzata. Questo sulla base all'articolo 86 del TFUE, che consente una procedura di cooperazione rafforzata semplificata che non richiede l'autorizzazione del Consiglio a procedere.
Gli Stati membri partecipanti hanno concordato il testo legislativo per istituire la procura europea l'8 giugno. A questo punto, la Lettonia e l'Estonia hanno deciso di partecipare alla procedura di cooperazione rafforzata. La proposta è stata approvata dal Parlamento europeo il 5 ottobre 2017 e il 12 ottobre 2017 il regolamento è stato approvato definitivamente dai 20 Stati partecipanti, che erano cresciuti fino ad includere Austria e Italia.

## Stati membri
Stati UE partecipanti
     Stati UE non partecipanti

Stati UE partecipanti
Stati UE non partecipanti

24 stati membri dell'UE partecipano alla cooperazione rafforzata. Il regolamento originale è stato concordato da 20 stati membri. Altri membri dell'UE, ad eccezione della Danimarca che ha optato per l'esclusione dalla cooperazione giudiziaria e di polizia in materia penale, possono aderire successivamente.
I Paesi Bassi hanno ufficialmente chiesto di aderire all'EPPO il 14 maggio 2018 e la loro partecipazione è stata approvata dalla Commissione il 1º agosto 2018. Malta ha chiesto di aderire il 14 giugno 2018, e la sua partecipazione è stata approvata il 7 agosto 2018. Il 5 giugno 2024 il governo svedese ha fatto richiesta di ammissione, che è stata approvata dalla Commissione il 16 luglio 2024.
- Membri
  -  Austria
  -  Belgio
  -  Bulgaria
  -  Croazia
  -  Cipro
  -  Rep. Ceca
  -  Estonia
  -  Finlandia
  -  Francia
  -  Germania
  -  Grecia
  -  Italia
  -  Lettonia
  -  Lituania
  -  Lussemburgo
  -  Malta
  -  Paesi Bassi
  -  Polonia
  -  Portogallo
  -  Romania
  -  Slovacchia
  -  Slovenia
  -  Spagna
  -  Svezia

- Non partecipanti (possono partecipare in ogni momento)
  -  Ungheria
  -  Irlanda

- Opt-out dalla GAI
  -  Danimarca

## Basi legali
La Procura europea è stata inserita nell'articolo 86 del Trattato sul funzionamento dell'Unione europea dal trattato di Lisbona. L'articolo afferma quanto segue:
- Creazione
  - Il Consiglio dell'Unione europea, con una procedura legislativa speciale, può istituire una Procura europea sulla base di Eurojust.
  - Questo deve essere fatto all'unanimità in seno al Consiglio europeo e con il consenso del Parlamento europeo.
  - Se il Consiglio non può raggiungere l'unanimità, un gruppo di almeno nove Stati membri può rimandare il progetto al Consiglio europeo per l'adozione.
  - Questi stati membri possono anche procedere a stabilire una cooperazione rafforzata tra di loro dopo aver informato il Parlamento, il Consiglio e la Commissione.
- Ruolo
  - La procura europea in collegamento con Europol, è responsabile per indagare, perseguire e far giudicare coloro che sono collegati a reati contro gli interessi finanziari dell'UE.
  - Esercita questa funzione nei tribunali nazionali competenti.
  - I regolamenti che istituiscono l'ufficio stabiliscono le regole che disciplinano le sue funzioni, compresa l'ammissibilità delle prove.
  - Il Consiglio europeo può modificare il trattato, previa consultazione della Commissione e ottenere il consenso del Parlamento, di estendere i suoi poteri al fine di includere la criminalità transnazionale grave.

## Procuratori generali europei
| N° | Immagine | Procuratore capo     | Mandato                     | Paese d'origine |
| -- | -------- | -------------------- | --------------------------- | --------------- |
| 1  |          | Laura Codruța Kövesi | 31 ottobre 2019 – in carica | Romania         |

## Riferimenti normativi
- Regolamento interno della Procura europea 2021/C 22/03.
- Regolamento (UE) 2017/1939. del Consiglio, del 12 ottobre 2017, relativo all’attuazione di una cooperazione rafforzata sull’istituzione della Procura europea («EPPO»)
- Legge 4 ottobre 2019, n. 117. - Delega al Governo per il recepimento delle direttive europee e l'attuazione di altri atti dell'Unione europea - Legge di delegazione europea 2018.
- Decreto legislativo 2 febbraio 2021, n. 9. - Disposizioni per l'adeguamento della normativa nazionale alle disposizioni del regolamento (UE) 2017/1939 del 2021.059.01.0008.01.ITA&toc=OJ%3AC%3A2021%3A059%3ATOC Decisione relativa alle camere permanenti 2021/C 59/07]